# Rootkit
Rootkit是指主要為隱藏其他程式进程的軟體，可能是一種或以上軟體的組合；廣義而言，Rootkit也可視為一項技術。今天，Rootkit一词更多指偽裝成驱动程序载入到操作系统内核中的恶意软件，其代码在特权模式运行，能造成意外危险。Rootkit最初用於善意用途，但駭客後來也用Rootkit入侵和攻擊他人的電腦系統，電腦病毒、間諜軟體等也常用Rootkit來隱藏蹤跡，大多數防毒軟體已將Rootkit歸類為有害的惡意軟體。Linux、Windows、Mac OS等作業系統都有機會成為Rootkit的受害目標。
现代操作系统的应用程序不能直接存取硬件，而是调用操作系统提供的接口来使用硬件，操作系统依赖内核空间来管理和调度这些程式。内核空间由进程管理（负责分配Cpu时间）、文件存取（把设备调配成文件系统，并提供一致的接口供上层程序调用）、安全控制（负责强制规定各进程的具体权限和单独的内存范围，避免各进程间起冲突）和内存管理（进程运行时负责分配、使用、释放和回收内存资源）四大部分组成。内核是种数据结构，Rootkit技术修改这些数据结构来隐藏其它程式的进程、文件、网络通讯和其它信息（比如注册表和可能因修改而生成的系统日志等）。例如，修改操作系统的EPROCESS链表结构可达到隐藏进程的效果，挂钩服务调用表可以隐藏文件和目录，挂钩中断描述符表则可监听键盘击键等。Rootkit至今仍然是发展中的技术领域。

## 歷史
Rootkit一詞最早出現在Unix系統上。系統入侵者為了取得系統管理員級的root權限，或者為了清除有系統紀錄的入侵痕跡，會重新組譯ps、netstat、w、passwd等軟體工具（術語稱為kit），這些軟體即稱作Rootkit。其後類似的入侵技術或概念也發展到其他作業系統，主要是隱藏檔案、行程、系統紀錄的技術，以及攔截網絡封包、鍵盤輸入的竊聽技術等，許多木馬程式都用了這些技術，也可視為一種Rootkit。
2005年的Sony BMG CD防拷醜聞即因揭發Sony暗中用Rootkit技術來防止盜版，有侵害用戶私隱之嫌，並可能威脅用戶系統，引發軒然大波。Rootkit一詞也從此事開始更廣為人知。